# 全椒県
全椒県（ぜんしょう-けん）は中華人民共和国安徽省滁州市に位置する県。

## 行政区画
- 鎮:襄河鎮、古河鎮、大墅鎮、二郎口鎮、武崗鎮、馬廠鎮、石沛鎮、十字鎮、西王鎮、六鎮鎮